# 寺内健
寺内 健（てらうち けん、1980年8月7日 - ）は、日本の飛込競技選手。兵庫県宝塚市出身。甲子園大学卒業、甲子園大学大学院修了。現在はミキハウス所属。弟の寺内佑も元飛込競技選手。宝塚市大使。

## 経歴
オリンピックに出場した飛込競技選手、馬淵良・かの子夫妻が経営するJSS宝塚スイミングスクールで、生後7か月から水泳を始める。
当初は競泳選手を目指していたがタイムが伸びず、隣のプールに設置されていた飛び板で遊んでいた。それを見た中国出身（1998年に日本に帰化）のコーチ・馬淵崇英から「上海に飛び込みの合宿に行かないか」と声を掛けられたのがきっかけで飛び込みに転向。以降、コーチと二人三脚で練習を積む。
1994年、宝塚市立光が丘中学校2年生の時に日本選手権の高飛び込みで当時の史上最年少（13歳11カ月）での初優勝。同年のアジア大会では高飛び込み4位。
1996年、此花学院高等学校1年の時にアトランタオリンピックに出場。高飛び込みで決勝進出（10位）。
1998年、世界水泳選手権（1998年）で高飛び込み5位。
1999年、ユニバーシアードで高飛び込み4位、3m飛び板飛び込みで銀メダル。
2000年、シドニーオリンピックに出場。高飛び込みで日本人史上最高位の5位入賞、3m飛び板飛び込みで64年ぶりとなる8位入賞。
2001年、宝塚市大使に就任。
2001年、世界選手権（2001年）の3m飛び板飛び込みで銅メダル獲得（世界選手権の飛込競技で日本初のメダル）。しかし、膝蓋靱帯炎のため残り2種目を棄権。以後、高飛び込みを断念し、板飛び込みに専念。2002年2月に膝を手術。1年間のリハビリの末、復帰戦となった日本選手権では自己最高点をマークして優勝。
2004年、ワールドGPカナダ大会で国際大会初優勝。8月、アテネオリンピックに出場。3m飛び板飛び込みで8位。
2005年、JSS宝塚スイミングスクールに入社。
2008年8月、北京オリンピックに出場。日本の水泳選手初の五輪4大会連続出場。3m飛び板飛び込みで11位。
2008年公開の映画『DIVE!!』では飛び込み界のエース「寺本健一郎」として特別出演。
2009年4月、現役引退を発表。ミズノに入社し、水泳事業の企画や営業などに携わることを表明。
2010年8月6日、2012年のロンドン五輪出場を目標に、2011年の国際大会代表選考会で現役復帰することを表明した。現役復帰に伴いミズノを退社したため一時フリーの状態だったが、2011年1月にミキハウスへ入社したことが発表された。2011年相模原で開催された代表選考会で3m飛び板飛び込みで2位に入った。
2020年8月、新型コロナウイルス（COVID-19）に感染。療養ののち10月に練習を再開した。
2020年東京オリンピックに出場し日本男子としては夏季大会最多タイとなる6回出場を果たした。東京オリンピック飛込競技では、坂井丞と組んで男子シンクロ板飛び込みに出場し393.93点で5位（自己最高位）となった。
2023年、引退を表明。なお、40歳を超えたあたりから頭の中に引退がよぎっていたという。

## 主な成績
- 1994年アジア大会 高飛込4位
- 1996年アトランタオリンピック 高飛込10位
- 1998年世界選手権 高飛込5位
- 1999年ユニバーシアード 高飛込4位、3m飛板飛込銀メダル
- 2000年シドニーオリンピック 高飛込5位、3m飛板飛込8位
- 2001年世界選手権 3m飛板飛込銅メダル
- 2003年世界選手権 3m飛板飛込7位
- 2004年アテネオリンピック 3m飛板飛込8位
- 2006年アジア大会 3m飛板飛込銅メダル
- 2007年世界選手権 3m飛板飛込4位
- 2008年北京オリンピック 3m飛板飛込11位
- 2016年リオデジャネイロオリンピック 3m飛板飛込20位
- 2020年東京オリンピック 3m飛板飛込シンクロ5位
- 2020年東京オリンピック 3m飛板飛込12位